# Distretto di Funhalouro
Il distretto di Funhalouro è un distretto del Mozambico, facente parte della Provincia di Inhambane.

## Suddivisioni amministrative
Il distretto è suddiviso in due sottodistretti amministrativi (posti amministrativi):
- Funhalouro
- Tome